# Conacul din Ruseni
Conacul din Ruseni este o clădire amplasată în Ruseni, raionul Edineț, Republica Moldova. Este un monument arhitectural de importanță națională inclus în Registrul monumentelor Republicii Moldova ocrotite de stat cu nr. 984 (raionul Edineț). Datează din sec. XIX.